# Сельское поселение Купино
Сельское поселение Купино — муниципальное образование в Безенчукском районе Самарской области.
Административный центр — село Купино.

## Административное устройство
В состав сельского поселения Купино входят:
- село Купино,
- село Никольское,
- село Толстовка,
- деревня Новокиевка.